# پایه نسل بعدی محاسبات امن

NGSCB در واقع سیستم عامل را به دو حالت مجزا تقسیم می‌کند. Untrusted Mode شامل برنامه‌های سنتی، سیستم عامل ویندوز و اجزای آن است. Trusted Mode محیطی است که توسط NGSCB معرفی شده‌است و از یک قسمت نرم‌افزاری جدید به نام Nexus تشکیل شده‌است که برنامه‌های NGSCB — Nexus Computing Agents — دارای ویژگی‌های امنیتی می‌باشد را تهیه می‌کند.

پایه بعدی محاسبات امن (NGSCB) (به انگلیسی: Next-Generation Secure Computing Base، به نام مستعار Palladium و همچنین به عنوان Trusted Windows نیز شناخته می‌شود) یک معماری نرم‌افزاری کنسل شده بود که که توسط مایکروسافت طراحی شده و هدف آن ارائه به کاربران سیستم عامل ویندوز با حفظ حریم خصوصی، امنیت و جامعیت سیستم بود NGSCB نتیجه سالها تحقیق و توسعه در مایکروسافت برای ایجاد یک راه حل محاسباتی ایمن بود که برابر با امنیت پلتفرم‌های بسته مانند گیرنده دیجیتال تلویزیون در عین حال حفظ سازگاری با نسخه‌های قبلی، انعطاف‌پذیری و بازبودن سیستم عامل ویندوز است. هدف اصلی بیان شده از NGSCB محافظت از نرم‌افزار در برابر نرم‌افزار بود.
بخشی از ابتکار محاسبات قابل اعتماد هنگامی که در سال ۲۰۰۲ رونمایی شد ، انتظار می‌رفت NGSCB با سیستم عامل ویندوز ویستا ادغام شود، سپس با نام رمزگذاری شده "Longhorn" شناخته شد. NGSCB متکی به سخت‌افزاری است که توسط اعضای گروه Trusted Computing طراحی شده‌است تا یک محیط عملیاتی موازی که میزبان یک هسته جدید به نام "Nexus" می‌باشد که در کنار ویندوز وجود داشته و برنامه‌های جدیدی را با امکاناتی از قبیل جداسازی فرایند سخت‌افزاری، رمزگذاری داده‌ها مبتنی بر جامعیت اندازه‌گیری، احراز هویت یک دستگاه محلی یا از راه دور یا پیکربندی نرم‌افزار و مسیرهای رمزگذاری شده برای تأیید اعتبار کاربر و خروجی گرافیک می‌باشد. NGSCB همچنین ایجاد و توزیع سیاست های مدیریت حقوق دیجیتال (DRM) مربوط به استفاده از اطلاعات را تسهیل می‌کند.
این فناوری در حین توسعه مورد بحث و جدال قرار گرفت و منتقدان ادعا کردند که می‌توان از آن برای اعمال محدودیت برای کاربران، پیاده‌سازی قفل فروشگاهی و نرم‌افزارهای منبع باز استفاده کرد. NGSCB نخستین بار توسط مایکروسافت در سال ۲۰۰۳ در کنفرانس مهندسی سخت‌افزار ویندوز قبل از انجام تجدید نظر در سال ۲۰۰۴ نشان داده شد که برنامه‌های نوشته شده قبل از توسعه را قادر می‌سازد از قابلیت‌های آن بهره‌مند شوند. در سال ۲۰۰۵، گزارش‌ها اعلام کردند که مایکروسافت برنامه‌های خود را عقب می‌اندازد تا شرکت بتواند سیستم عامل ویندوز ویستا را تا سال ۲۰۰۶ ارسال کند. توسعه NGSCB تقریباً یک دهه قبل از لغو آن به طول انجامید، یکی از طولانی‌ترین دوره‌های توسعه از ویژگی‌های در نظر گرفته شده برای سیستم عامل می‌باشد.
NGSCB با فناوری‌هایی که مایکروسافت به عنوان ستون‌های ویندوز ویستا هنگام توسعه سیستم عامل استفاده کرده‌است، از جمله بنیاد ارائه ویندوز، بنیاد ارتباطات ویندوز، و WinFS متفاوت است، زیرا در این سیستم ساخته نشده‌است و اولویت بندی نشده‌است . کد مدیریت شده NET Framework. در حالی که این فناوری به‌طور کامل تحقق نیافته، جنبه‌های NGSCB در ویژگی رمزگذاری کامل دیسک BitLocker مایکروسافت پدید آمده‌است، که می‌تواند به‌طور اختیاری از پلتفرم ایمن برای اعتبارسنجی بوت و فایل‌های سیستمی قبل از بالا آمدن و بوت شدن سیستم عامل استفاده کند. ویژگی اندازه‌گیری Boot در ویندوز ۸؛ certificate attestation در ویندوز 8.1. و ویژگی Device Guard ویندوز ۱۰ استفاده می‌شود.

## تاریخ

### توسعه اولیه

Peter Biddle در کنفرانس ETech در سال 2007 صحبت می کند.

توسعه NGSCB در سال ۱۹۹۷ پس از پیتر بیدل راه‌های جدیدی برای محافظت از محتوا در رایانه‌های شخصی آغاز شد. بیدل از اعضای بخش تحقیقات مایکروسافت در هنگام توسعه فناوری کمک می‌کند و سایر کمک کنندگان کلیدی در نهایت شامل بلر دیلاوی، برایان لا مکشیا، برایان ویلمن، باتلر لمپسون، جان دی ترلی، جان مانفرللی، مارکوس پینادو و پاول انگلیس می‌شوند. آدام بار، کارمند سابق مایکروسافت که در حین توسعه ویندوز ۲۰۰۰ سعی در تأمین ویژگی راه انداز بوت از راه دور داشت، ادعا کرد که وی در طی دوره تصدی خود توسط بیدل و همکارانش با ابتکار عمل آزمایشی تحت عنوان «ویندوز قابل اعتماد» که هدف از آن محافظت از محتوای دی وی دی بود، به او نزدیک شد. از کپی برداری برای رسیدن به این، Lampson پیشنهاد یک هایپروایزر که برای اجرای یک سیستم عامل محدود اختصاص داده شده به پخش دی وی دی در کنار ویندوز ۲۰۰۰. اجازه می‌دهد اختراعات ثبت شده برای سیستم عامل DRM بعداً در سال ۱۹۹۹ توسط DeTreville، انگلیس و لمپسون ثبت شد. در حالی که مشخص نیست مایکروسافت رابطه مستقیمی بین NGSCB و حق اختراعات سیستم عامل DRM را تأیید کرده‌است، یکی از معماران این فناوری، باتلر لمپسون، اظهار داشته‌است که آنها به NGSCB مربوط می‌شوند. تا سال ۱۹۹۹، توسعه دهندگان متوجه شدند که این فناوری در حوزه‌های حفظ حریم خصوصی و امنیت کاربرد بیشتری دارد و در اکتبر ۲۰۰۱ به این پروژه چراغ سبز داده شد.
در طی کنفرانس مهندسی سخت افزار ویندوز در سال 1999 ، مایکروسافت در مورد اهداف خود برای ایجاد یک معماری قابل اعتماد جدید برای کار با ویندوز که از اجزای سخت افزاری جدید برای ارتقاء اعتماد و امنیت بهره می برد ، ضمن حفظ سازگاری با نرم‌افزار قبلی استفاده می کند.  در 11 اکتبر 1999 ، اتحادیه بستر های نرم‌افزاری محاسبات مورد اعتماد ، کنسرسیومی از شرکتهای مختلف فناوری از جمله Compaq ، Hewlett-Packard ، IBM ، Intel و Microsoft ، با هدف ارتقاء اعتماد و امنیت در بستر رایانه شخصی تشکیل شد.  TCPA چندین مشخصات دقیق را برای یک سیستم عامل محاسباتی قابل اعتماد با تمرکز روی ویژگی هایی از قبیل اعتبارسنجی کد و رمزگذاری بر اساس جامع بودن اندازه گیری، ذخیره سازی کلید مبتنی بر سخت افزار و تأیید اعتبار دستگاه منتشر می کند. این ویژگی های مورد نیاز یک جزء سخت افزار جدید طراحی شده توسط TCPA به نام "Trusted Platform Module" (به عنوان یک "پشتیبانی امنیتی و اجزای تشکیل،" با اشاره به  "امنیت کمک پردازنده"  و یا "پردازنده پشتیبانی امنیت"  در مستندات ابتدایی NGSCB مایکروسافت می باشد).
در WinHEC 2000 ، مایکروسافت یک ارائه فنی درباره موضوعات مربوط به حفاظت از حریم خصوصی ، امنیت و مالکیت معنوی منتشر کرد . این جلسه با عنوان "حریم خصوصی ، امنیت و محتوا در بسترهای نرم‌افزاری ویندوز" عمدتاً بر روی تبدیل ویندوز به سکوی اعتماد طراحی شده برای محافظت از حریم شخصی و امنیت کاربران شخصی بود.  ارائه مشابه دیگر بعداً در WinHEC 2001 نشان داده می شود.  بر خلاف تم های مدیریتی قدیمی که فقط از انواع خاصی از داده ها محافظت می کنند ، NGSCB به گونه ای طراحی شده است که برابری رعایت شده است زیرا همه داده ها را به همان اندازه نیازمند به محافظت می باشند.  

### به عنوان "Palladium
در آوریل 2002 ، مایکروسافت اولین قرارداد طراحی خود را برای NGSCB با حدود 37 شرکت مختلف تحت یک توافق نامه عدم افشای برگزار کرد .  در ماه ژوئن ، این مقاله در مقاله ای از استیون لوی برای نیوزویک که تحت عنوان مبدا ، طراحی و ویژگی های آن متمرکز شده است ، تحت نام رمزگذاری شده "پالادیوم" رونمایی شد.   لوی بسیاری از ویژگی های اصلی ارائه شده توسط NGSCB ، از جمله تأیید هویت کاربر ، شناسایی کاربر ، رمزگذاری داده ها و سیاست های کنترل دسترسی را که مربوط به استفاده از اطلاعات است ، بیان کرد. به عنوان نمونه سیاست هایی که توسط این فناوری قابل اجرا است ، کاربران می توانند پیام های نامه الکترونیکی را فقط توسط گیرنده مورد نظر در دسترس قرار دهند ، یا اسناد Microsoft Word ایجاد کنند که فقط یک هفته پس از تاریخ ایجاد آنها قابل خواندن باشد.  در حدود زمان اعلام این خبر ، این شرکت مطمئن نبود که "این ویژگی را در کنترل پنل ویندوز نمایش دهد یا آن را به عنوان ابزار جداگانه ای معرفی کند" ، اما صرف نظر از موقعیت مکانی آن ، ویژگی های سخت افزاری و نرم‌افزاری NGSCB به طور پیش فرض خاموش می شود. بنابراین ، این فناوری را به یک راه حل برگزیده تبدیل می کند.  در ماه ژوئیه ، مایکروسافت PressPass با جان منفرللی مصاحبه کرد ، که در بسیاری از نکات کلیدی مورد بحث در مقاله توسط نیوزویک استراحت و گسترش داد. Manferdelli همچنین این فناوری را به عنوان مجموعه پیشرفت های سیستم عامل ویندوز توصیف کرد.  در ماه آگوست ، مایکروسافت تبلیغات استخدامی را به دنبال یک مدیر برنامه گروهی برای ارائه دید و رهبری صنعت در توسعه چندین فناوری مایکروسافت از جمله NGSCB ، ارسال کرد. 
در مجمع توسعه دهندگان اینتل در سال 2002 ، Paul Otellini برنامه اینتل را برای پشتیبانی از NGSCB با مجموعه پردازنده های شرکت ، چیپست و افزونه های پلتفرم با نام " LaGrande " اعلام کرد   که قصد داشت پایه سخت افزاری را برای همه اجزای NGSCB و قابلیت ها و محافظت از اطلاعات محرمانه کاربر در برابر حملات مبتنی بر نرم‌افزار و در عین حال سازگاری عقب با نرم‌افزار قبلی دارا می باشد. 

### به عنوان NGSCB
این فناوری با نام رمزگذاری شده "پالادیوم" تا 24 ژانویه 2003 شناخته شده بود ، هنگامی که مایکروسافت اعلام کرد که به "پایگاه محاسبات ایمن نسل بعدی" تغییر نام داده است. به گفته مدیر محصول NGSCB ماریو Juarez ، نام جدید برای جلوگیری از هرگونه تعارض حقوقی با یک شرکت نامشخص که قبلاً حقوق نام پالادیوم را به دست آورده بود ، انتخاب شد و نشان دهنده تعهد مایکروسافت در مورد فناوری در دهه آینده بود. نام قبلی توسط بحث برانگیز پیرامون این فناوری روبرو شده بود ، اما Juarez این تغییر نام را کوشش مایکروسافت برای انتقاد رد کرد. 
در آوریل 2003 ، اتحادیه بستر های نرم‌افزاری Trusted Computing توسط گروه معتبر رایانه ای موفق شد.  یکی از اهداف اصلی TCG تولید یک ماژول بستر های نرم‌افزاری مورد اعتماد سازگار با NGSCB بود ، زیرا مشخصات قبلی ، TPM 1.1 ، الزامات آن را برآورده نمی کرد.   مشخصات جدید TPM 1.2 ویژگی های جدید بسیاری را برای سیستم عامل های قابل اعتماد ارائه داده است  و به گونه ای طراحی شده است که مطابق با NGSCB مایکروسافت باشد.  اولین مشخصات مربوط به TPM 1.2 ، Revision 62 ، توسط گروه محاسبات معتبر در پاییز 2003 منتشر شد. 
در ماه مه 2003 ، Biddle تأکید کرد که پشتیبانی از فروشندگان سخت افزار و توسعه دهندگان نرم‌افزار برای موفقیت این فناوری بسیار حیاتی است.  مایکروسافت اطلاعات اضافی را منتشر کرد و این فناوری را برای اولین بار در WinHEC 2003 به نمایش گذاشت.    در حین تظاهرات ، NGSCB اطلاعاتی را از مهاجمی که سعی در دسترسی به اطلاعات ساکن در حافظه داشت ، محافظت کرد ، دسترسی به کاربران و هشداردهنده برنامه هایی را که اصلاح شده بود ، سلب کرد و همچنین با استفاده از ابزار مدیریت از راه دور برای گرفتن اطلاعات از طریق پیام فوری ، خنثی کرد. جلسه   اگرچه مایکروسافت پیش از این قصد داشت فناوری را در سخت افزار واقعی نشان دهد و نه مخالف استفاده از تقلید نرم‌افزار ،  این تظاهرات به تقلید متکی بود زیرا تنها تعداد کمی از اجزای لازم برای سخت افزار موجود بود.  به گفته Biddle، هدف اصلی مایکروسافت برای تأکید بر NGSCB در طول WinHEC 2003 این بود که شرکت بتواند بازخورد و بینش خود را از شرکای خود در صنعت سخت افزار بدست آورد و آنها را برای این فناوری آماده کند. Biddle تصریح کرد که NGSCB مجموعه پیشرفتهای تکاملی در سیستم عامل ویندوز است و این ارزیابی را براساس این واقعیت که سازگاری عقب با برنامه های قبلی و مفاهیم به کار رفته که قبل از توسعه آن استفاده شده است حفظ کرده است ، اما اظهار داشت که قابلیت های جدید و سناریوهایی که آن را فعال می کند انقلابی خواهد بود.  در این کنفرانس ، مایکروسافت همچنین نقشه راه چند ساله خود را برای NGSCB ،  با مهمترین نقطه عطف توسعه بعدی که برای کنفرانس توسعه دهندگان حرفه ای این شرکت برنامه ریزی شده بود ، فاش کرد.   نقشه راه همچنین نشان داده بود که نسخه های بعدی همزمان با ساخت های پیش از انتشار ویندوز ویستا ارسال می شوند. با این حال ، گزارش ها حاکی از آن است که فناوری پس از انتشار ، با سیستم عامل یکپارچه نخواهد شد ، بلکه در عوض به صورت یک نرم‌افزار جداگانه در دسترس قرار می گیرد. 
جزییات مربوط به پذیرش این فناوری همچنین فاش شد ، در حالی که مقامات اعلام کردند که در حالی که NGSCB در نظر داشت بدون نیاز به افزایش قابل توجهی در هزینه رایانه های شخصی ، گزاره ارزش جدیدی را برای مشتریان ایجاد کند ، تصویب در طول سال انتشار مقدماتی آن پیش بینی نشده بود و پشتیبانی فوری داشت. برای سرورها انتظار نمی رفت.   در آخرین روز کنفرانس ، بیدل اظهار داشت که NGSCB برای تمایز بین ویندوزهای ایمن و ناایمن ، باید کاربران را در اختیار کاربران قرار دهد ، افزود: برای کمک به محافظت کاربران در مقابل حملات جعل ، باید یک پنجره ایمن "به طرز محسوسی متفاوت باشد".  انویدیا از نخستین کسانی بود که اعلام حمایت از این ویژگی را داشت.  WinHEC 2003 یک نقطه عطف مهم در طول توسعه NGSCB است. مایکروسافت می تواند چندین عکس فنی را منتشر کند و ساعت ها جلسات فنی را اختصاص دهد ،    و چندین شرکت از جمله Atmel ،  Comodo Group ،   فوجیتسو ،  و SafeNet   سخت افزار نمونه اولیه را برای نمایش فناوری تولید می کند.
در ژوئن 2003 ، مایکروسافت این فناوری را در پردیس های آمریکا در کالیفرنیا و نیویورک نشان داد.  

نقشه راه مایکروسافت برای NGSCB همانطور که در WinHEC 2003 فاش شد.

NGSCB از جمله مباحثی بود که در مورد PDC 2003 مایکروسافت با کیت توسعه نرم‌افزار قبل از بتا ، معروف به پیش نمایش توسعه دهنده ، مورد بحث قرار گرفت و در اختیار توزیع کنندگان قرار گرفت.  پیش نمایش توسعه دهنده اولین بار بود که مایکروسافت کدهای NGSCB را در دسترس جامعه توسعه دهندگان قرار داد و توسط این شرکت به عنوان یک فرصت آموزشی برای توسعه نرم‌افزار NGSCB ارائه شد.  با این نسخه ، مایکروسافت اظهار داشت که در وهله اول بر حمایت از برنامه های کاربردی و سناریو های تجاری و سازمانی با نسخه اول NGSCB که قرار است با ویندوز ویستا ارسال شود ، افزود: قصد داشت با نسخه بعدی این فناوری ، به مصرف کنندگان بپردازد. زمان تخمینی تحویل را برای این نسخه فراهم نکنید.   در این کنفرانس ، جیم آلچین گفت که مایکروسافت به همکاری خود با فروشندگان سخت افزار ادامه می دهد تا بتوانند از این فناوری پشتیبانی کنند ،  و بیل گیتس انتظار داشت که نسل جدید واحدهای پردازش مرکزی پشتیبانی کامل را ارائه دهد.  پس از PDC 2003 ، NGSCB دوباره در سخت افزار نمونه اولیه در طول کنفرانس سالانه امنیت RSA در ماه نوامبر نشان داده شد. 
مایکروسافت در WinHEC 2004 اعلام کرد که NSCB را در پاسخ به بازخورد مشتریان و فروشندگان نرم‌افزارهای مستقل که مایل به بازنویسی برنامه های موجود خود نیستند تا از مزایای عملکرد آن استفاده کنند.   NGSCB اصلاح شده پشتیبانی مستقیم بیشتری برای ویندوز با محیط های محصور برای سیستم عامل ، اجزای آن و برنامه های کاربردی ارائه می دهد.  ویژگی ورودی ایمن NGSCB همچنین بر اساس ارزیابی هزینه ، الزامات سخت افزاری و موارد قابلیت استفاده که نتایج اجرای قبلی بوده است ، مورد بازنگری قابل توجهی قرار خواهد گرفت.  پس از این اعلامیه ، گزارشی منتشر شد مبنی بر اینکه مایکروسافت قصد دارد توسعه NGSCB را متوقف کند.   این شرکت این ادعاها را رد کرد و مجدداً تعهد خود را برای ارائه این فناوری تأکید کرد.   گزارش های منتشر شده در اواخر همان سال نشان می دهد که این شرکت بر اساس بازخورد صنعت ، تغییرات دیگری ایجاد می کند.  

در سال 2005 ، عدم بروزرسانی مداوم مایکروسافت در مورد پیشرفت خود با این فناوری باعث شده است که برخی در این صنعت گمانه زنی ها را لغو کنند.  در رویداد مدیریت اجلاس مایکروسافت ، Steve Ballmer اظهار داشت که این شرکت برای ایجاد مجموعه جدیدی از فناوریهای مجازی سازی برای سیستم عامل ویندوز ، پایه و اساس امنیتی را که از NGSCB آغاز شده است ، بنا می کند.  در طول WinHEC 2005 ، گزارش هایی وجود داشت مبنی بر اینکه مایکروسافت برنامه های خود را برای NGSCB کاهش داده است تا بتواند سیستم عامل ویندوز ویستا پس از تنظیم مجدد را در یک بازه زمانی مناسب ارسال کند. به جای ارائه ویژگی های محاسبات ، NGSCB یک ویژگی معروف به "راه اندازی امن" (که بعداً به "رمزگذاری درایو BitLocker" تغییر نام داد) ارائه می دهد که می تواند از نسخه 1.2 ماژول بستر های نرم‌افزاری مورد اعتماد برای تأیید اعتبار اجزای پیش سیستم و سیستم عامل استفاده کند ، و رمزگذاری حجم دیسک.     مایکروسافت در نظر دارد جنبه های دیگری از دیدگاه NGSCB خود را بعداً ارائه دهد.  در آن زمان ، Jim Allchin اظهار داشت که هدف با NGSCB "ازدواج با سخت افزار و نرم‌افزار برای به دست آوردن امنیت بهتر" است ، هدفی که در توسعه BitLocker تأثیرگذار بود.  Allchin همچنین اظهار داشت پیشرفت بعدی به سمت NGSCB ایجاد یک محیط مجازی سازی با کدگذاری شده با عنوان "Unity" خواهد بود که به سخت افزار و نرم‌افزارهای تخصصی برای مجازی سازی متکی خواهد بود ، اگرچه وی همچنین اظهار داشت که مایکروسافت "در حال آزمایش کردن روشهای انجام مجازی سازی بدون نیاز به سخت افزار است. این کار را انجام داده است "و این که تلاش های قبلی خود را برای اطمینان از اینکه دیگر ویژگی های NGSCB در نهایت در دسترس قرار گرفته‌اند ، کنار نگذاشته است. 

## معماری و مشخصات فنی
یک سیستم کامل قابلیت اطمینان محاسباتی مبتنی بر مایکروسافت نه تنها از اجزای نرم‌افزاری است که توسط مایکروسافت تولید شده بلکه از اجزای سخت افزاری تهیه شده توسط گروه قابل اعتماد رایانه نیز تشکیل شده است. اکثر ویژگی های معرفی شده توسط NGSCB به سخت افزارهای متکی وابسته هستند و به همین دلیل بر روی رایانه های شخصی در سال 2004 کار نمی‌کنند.
در مشخصات رایانه فعلی Trusted Computing ، دو مؤلفه سخت افزاری وجود دارد: Trusted Platform Module (TPM) که امکان ذخیره سازی ایمن از کلیدهای رمزنگاری و یک پردازنده رمزنگاری ایمن و ویژگی curtained memory را در واحد پردازش مرکزی (CPU) فراهم می کند. در NGSCB دو مؤلفه نرم‌افزاری وجود دارد ، Nexus ، یک هسته امنیتی که بخشی از سیستم عامل است و یک محیط امن (حالت Nexus) برای کدهای قابل اعتماد برای اجرای آن فراهم می کند ، و Nexus Computing Agents (NCAs) ، ماژول های قابل اعتماد را اجرا می کنند. در حالت Nexus برنامه های مجهز به NGSCB هستند.

### انبار و تأیید ایمن
در زمان ساخت ، یک کلید رمزنگاری در TPM تولید و ذخیره می شود. این کلید هرگز به هیچ مؤلفه دیگری منتقل نمی‌شود و TPM به گونه ای طراحی شده است که بازیابی کلید ذخیره شده توسط مهندسی معکوس یا هر روش دیگر حتی برای مالک دشوار است. برنامه ها می توانند داده های رمزگذاری شده با این کلید را رمزگذاری کنند تا توسط TPM رمزگشایی شود ، اما TPM فقط در شرایط سخت خاص این کار را انجام می دهد. به طور خاص ، داده های رمزگشایی شده فقط به برنامه های معتبر منتقل می شوند و فقط در curtained memory ذخیره می شوند و این امر را برای سایر برنامه ها و سیستم عامل غیرقابل دسترسی می کنند. اگرچه TPM فقط می تواند یک کلید رمزنگاری منفرد را به طور ایمن ذخیره کند ، اما ذخیره رمزگذاری داده های دلخواه از طریق رمزگذاری داده ها امکان پذیر است که فقط با استفاده از کلید ذخیره شده رمزگشایی شود.
TPM همچنین قادر به تولید یک علامت رمزنگاری بر اساس کلید پنهان خود است. این امضا ممکن است توسط کاربر یا توسط شخص ثالث تأیید شود ، بنابراین از این رو می توان از این طریق برای تأیید از راه دور استفاده کرد که رایانه در وضعیت امن قرار دارد.

### حافظه پرده دار
NGSCB همچنین به یک ویژگی حافظه پرده ای که توسط CPU ارائه می شود متکی است. داده های موجود در حافظه پرده فقط توسط برنامه کاربردی که به آن تعلق دارد ، و نه توسط برنامه های دیگر یا سیستم عامل قابل دسترسی است. ویژگی های تأیید TPM (Trusted Platform Module) می تواند مورد استفاده قرار گیرد تا به یک برنامه معتبر تأیید شود که واقعاً در حافظه پرده دار اجرا می شود. بنابراین برای هر کسی ، از جمله مالک ، دشوار است که یک برنامه قابل اعتماد را برای اجرای خارج از حافظه پرده فریب دهد. این به نوبه خود مهندسی معکوس یک برنامه قابل اعتماد را بسیار دشوار می کند.

### برنامه های کاربردی
برنامه های مجهز به NGSCB به دو بخش مجزا تقسیم می شوند ، NCA ، یک ماژول قابل اعتماد با دسترسی به یک رابط برنامه نویسی برنامه محدود (API) محدود ، و بخشی غیرقابل اعتماد که به برنامه کامل ویندوز API دسترسی داشته باشد. هر کد مربوط به توابع NGSCB باید در NCA قرار داشته باشد.
دلیل این تقسیم این است که API ویندوز در طی سالهای متمادی توسعه یافته است و در نتیجه جدا سازی برای اشکالات امنیتی بسیار پیچیده و دشوار است. برای به حداکثر رساندن امنیت ، کد مورد اعتماد برای استفاده از یک API کوچکتر با دقت حساب شده مورد نیاز است. در جایی که امنیت مهم نیست ، API کامل در دسترس است.
فرد بلافاصله متوجه طنز در "پیچیدگی شدید و دشواری حسابرسی" در بالا می شود. ابتکارات امنیتی رایانه تحت حمایت وزارت دفاع که از اواخر دهه 1970 آغاز شد ، خیلی زود تشخیص داد که ، هرچه یک سیستم قابل اعتماد تر باشد ، باید قطعات شفاف آن مهندسی شفاف تر شود. پیچیدگی شدید در مخالفت مستقیم با این الزامات است ، همانطور که عدم توانایی کامل در ممیزی نیز به همین صورت می باشد. به راستی، باید در مورد تعهد و تخصص مایکروسافت تعجب کرد که انتقادات داخلی بوجود می آیند بیش از "سختی در حسابرسی به اشکالات امنیتی،" از هیچ جا هر معیار قابل اجرا، ارائه نشده است. در عوض ، audit قصد دارد کلیه عملیات مربوط به امنیت را که توسط سیستم معامله شده است ، ضبط کند. همان بیانیه ای که باعث نگرانی می شود ، زیرا "اشکالات امنیتی برای محاسبات دشوار خواهد بود" ، یا برخی از این موارد ، بیانگر درک بسیار شکنجه شده از هدف audit و سخت گیری است که توصیف کننده "از آن اطمینان می کند" (در واقع ، توصیف کننده) به آن اعتماد داشت. ") اختصاص داده شده است. هم چنین می توانید روش دیگر را بخوانید ، به نظر می رسد این نگرانی می گوید ، "این سیستم را نمی توان امن گفت، زیرا audit به اندازه کافی جامع نیست تا مدارکی از اشکالات امنیتی شناخته شده ( یعنی ، پیشینی کرده ) را ضبط کند."

## نحوه استفاده و سناریوهای ممکن
پایگاه محاسبات ایمن Next-Generation دسته های جدیدی از برنامه ها و سناریو ها را ممکن می سازد. نمونه هایی از موارد ذکر شده توسط مایکروسافت شامل مکالمات پیام رسانی فوری محافظت شده و معاملات آنلاین است . خدمات مدیریت حقوق برای مصرف کنندگان ، ارائه دهندگان محتوا و شرکت ها؛ عدم تمرکز کنترل دسترسی؛ و اشکال امن تر دسترسی از راه دور ، تأیید هویت شبکه و انطباق بهداشت دستگاه می باشد.  یکی از اولین سناریوی پیش بینی شده توسط مایکروسافت ، شکل امن تر دسترسی به شبکه خصوصی مجازی است .  NGSCB همچنین می تواند مکانیزم های به روزرسانی نرم‌افزار مانند آنهایی را که متعلق به نرم‌افزار آنتی ویروس یا Windows Update هستند ، تقویت کند . 
سناریوی اولیه حفظ حریم خصوصی NGSCB که توسط مایکروسافت در نظر گرفته شده است "سناریوی خرید شراب" است که در آن کاربر می تواند با خیال راحت معامله ای را با بازرگان آنلاین انجام دهد بدون آنکه اطلاعات شخصی شناسایی شده را هنگام انجام معامله منتشر کند.  مایکروسافت با انتشار پیش نمایش برنامه نویسان NGSCB در طول PDC 2003 ، روی برنامه ها و سناریوهای شرکت زیر تأکید کرده بود: امضای سند ، پیام رسانی فوری ایمن ، برنامه های کاربردی برای مشاهده داده های ایمن و افزونه های ایمیل ایمن می باشد. 

### سناریوهای WinHEC 2004
در طی WinHEC 2004 ، مایکروسافت براساس تجدیدنظر در NGSCB ، Cornerstone و Code Integrity Rooting ، دو ویژگی را فاش کرد: 
- Cornerstone با ورود ایمن به مؤلفه های Windows NGSCB برای تأیید اعتبار ، از ورود به سیستم و احراز هویت کاربر محافظت می کند ، در صورت موفقیت آمیز بودن فرایند احراز هویت کاربر را با انتشار دسترسی به SYSKEY نهایی می کند. این برنامه برای محافظت از داده ها در مورد لپ تاپ هایی که از بین رفته یا دزدیده شده‌اند ، برای جلوگیری از دسترسی هکرها یا سارقان به آن ، حتی اگر آنها یک حمله مبتنی بر نرم‌افزار را انجام داده اند یا به یک سیستم عامل جایگزین بوت شده اند. [۱۰۵]
- Code Integrity Rooting : قبل از شروع Microsoft Windows ، پرونده های بوت و سیستم را تأیید می کند. در صورت عدم موفقیت این مؤلفه ها ، SYSKEY منتشر نمی‌شود. [۱۰۵]

BitLocker مایکروسافت نتیجه این ویژگی ها است. "Cornerstone" نام رمزگذاری BitLocker بود ،   و BitLocker - مانند "کد یکپارچگی کد" قبل از راه اندازی سیستم عامل ، راه اندازی و اجزای سیستم را تأیید می کند و هدف آن محافظت از SYSKEY از دسترسی غیر مجاز است. اعتبارسنجی ناموفق دسترسی به یک سیستم محافظت شده را ممنوع می کند.  

## پذیرش
واکنش به NGSCB پس از پرده برداری توسط نیوزویک تا حد زیادی منفی بود. در حالی که از ویژگی های امنیتی آن ستایش می شد ،   منتقدین ادعا می کردند NGSCB می تواند برای تحمیل محدودیت هایی برای کاربران استفاده شود.      فروشندگان نرم‌افزار رقیب قفل شده؛     و تضعیف حقوق استفاده منصفانه و نرم‌افزار منبع باز مانند لینوکس است.    توصیف مایکروسافت از NGSCB به عنوان یک فناوری امنیتی با توجه به تمرکز اصلی آن بر DRM مورد انتقاد قرار گرفت.   اعلامیه NGSCB تنها چند سال پس از آنکه مایکروسافت متهم به عملکرد ضد رقابتی در طول ایالات متحده بود ، رخ داد. مورد ضد انحصاری شرکت مایکروسافت ، جزئیاتی که اهداف شرکت برای فناوری را زیر سوال می برد - NGSCB به عنوان تلاشی از سوی این شرکت برای حفظ سلطه خود در صنعت رایانه شخصی در نظر گرفته شد.  مفهوم معماری "ویندوز قابل اعتماد" - یکی از دلایل ویندوز غیرقابل اعتماد بود - همچنین می تواند مناقشه ای در خود شرکت باشد. 
پس از پرده برداری NGSCB ، مایکروسافت مقایسه های مکرر با Big Brother ، یک دیکتاتور سرکوبگر یک کشور توتالیتر در رمان دیستوپیایی جورج اورول ، نوزده و هشتاد و چهار انجام داد . مشاور قانونگذاری مرکز اطلاعات الکترونیکی حریم خصوصی ، کریس هوفنگل ، توصیف مایکروسافت از NGSCB را "اورولین" توصیف کرد.  جوایز Big Brother به دلیل NGSCB به مایکروسافت جوایزی اهدا کرد.  بیل گیتس با بیان اینکه NGSCB "می تواند کشور ما را ایمن تر کند و مانع از کابوس شدن دید کابوس جورج اورول در همان زمان شود ، این اظهارات را در کنفرانس امنیت میهن خطاب کرد.  استیون لوی - نویسنده ای که از وجود NGSCB پرده برداشته است - در مقاله ای در صفحه 2004 برای Newsweek ادعا کرد که NGSCB در نهایت می تواند به "زیرساخت اطلاعاتی منجر شود که سانسور ، نظارت و سرکوب انگیزه های خلاق را که در آن ناشناس بودن مجازات شده است ، سوق دهد. هر سکه صرف شده به حساب می آید. "  با این حال ، مایکروسافت سناریویی را که توسط NGSCB فعال شده است ، ترسیم می کند که به کاربر اجازه می دهد بدون انجام اطلاعات شخصی شناسایی شده ، معامله را انجام دهد. 
راس اندرسون از دانشگاه کمبریج از جمله منتقدین اصلی NGSCB و Trusted Computing بود. اندرسون ادعا کرد که این فناوری ها برای برآورده کردن الزامات آژانس فدرال طراحی شده اند. ارائه دهندگان محتوا و سایر اشخاص ثالث را قادر سازد تا از راه دور داده ها را در دستگاه های کاربران رصد یا حذف کنند. از لیست های ابطال مجوز استفاده کنید تا اطمینان حاصل شود که فقط محتوای معتبر به نظر می رسد کپی شود. و از شناسه های منحصر به فرد برای ابطال یا اعتبار پرونده ها استفاده کنید. وی این مسئله را با تلاش های اتحاد جماهیر شوروی برای "ثبت و كنترل همه ماشین های تحریر و دستگاه های فکس" مقایسه كرد.   اندرسون همچنین ادعا کرد TPM می تواند اجرای برنامه های کاربردی را روی دستگاه کاربر کنترل کند و به همین دلیل ، نامی ذاتی "Fritz Chip" را با اشاره به سناتور ایالات متحده ارنست "Fritz" Hollings ، که اخیراً قانون DRM را پیشنهاد داده است ، به وی اعطا کرد. مانند قانون تبلیغات باند پهن مصرفی و تلویزیون دیجیتال برای دستگاههای الکترونیکی مصرفی . گزارش اندرسون در رسانه های خبری گسترده منتشر شد و در نشریاتی مانند BBC News ،  New York Times ،  و The Register منتشر شد .  دیوید سافورد از تحقیقات آی بی ام اظهار داشت که اندرسون در گزارش خود چندین خطای فنی ارائه داده است ، یعنی اینکه قابلیت های پیشنهادی در هیچ مشخصات وجود ندارد و بسیاری از آنها از حدک سکوی طراحی سکوی معتبر استفاده نمی‌کنند.  اندرسون بعد ادعا کرد که از BitLocker طراحی شده بود برای تسهیل DRM و به قفل کردن رقابت نرم‌افزار بر روی یک سیستم رمزگذاری شده،  و، به رغم ادعای خود را که NGSCB برای سازمان های فدرال طراحی شده بود، حمایت برای مایکروسافت برای اضافه کردن یک درپشتی به BitLocker.  احساسات مشابه توسط ریچارد استالمن ، بنیانگذار پروژه GNU و بنیاد نرم‌افزار آزاد بیان شد ،  که ادعا می کند فناوری های Trusted Computing برای اجرای DRM و جلوگیری از اجرای کاربران نرم‌افزار بدون مجوز طراحی شده اند. در سال 2015 ، استالمن اظهار داشت که "TPM یک شکست کامل را برای DRM اثبات کرده است و" دلایلی وجود دارد که فکر می کنیم استفاده از آنها برای DRM عملی نخواهد بود. " 
پس از انتشار گزارش اندرسون ، مایکروسافت در پرسش NGSCB سؤال كرد كه "پیشرفتهای ویندوز تحت معماری NGSCB هیچ مکانیسمی برای فیلتر كردن محتوا ندارند و نه مکانیسمی برای جستجوی فعالانه اینترنت برای محتوای" غیرقانونی "فراهم می كنند. . . ] مایکروسافت کاملاً مخالف قرار دادن "توابع پلیس" در رایانه های شخصی آگاه است و قصد انجام آن را ندارد "و این ایده در تقابل مستقیم با اهداف طراحی شده برای NGSCB بود ، که" بر اساس این فرض ساخته شده است که هیچ. خط مشی اعمال خواهد شد که توسط کاربر تأیید نشده باشد. "  نگرانی درباره NGSCB TPM همچنین مطرح شد که می تواند از شناسه های دستگاه بی نظیر استفاده کند ،  که مقایسه ای با شماره سریال پردازنده Intel Pentium III داشت ، یک شماره شناسایی سخت افزاری منحصر به فرد از دهه 1990 به عنوان خطر پایان دادن به نظر می رسد. حریم خصوصی کاربر به نظز می رسید.    NGSCB ، با این حال ، دستور می دهد که افشای یا استفاده از کلیدهای ارائه شده توسط TPM صرفاً براساس اختیار کاربر باشد.   در مقابل ، پنتیوم III اینتل شامل یک سریال منحصر به فرد بود که به طور بالقوه می تواند برای هر برنامه ای فاش شود.  NGSCB ، بر خلاف پنتیوم III اینتل ، ویژگی های اختیاری را در اختیار کاربران قرار می دهد تا بتوانند به صورت غیرمستقیم خود را به درخواست کنندگان خارجی معرفی کنند. 
بیل گیتس در پاسخ به نگرانی مبنی بر اینکه NGSCB به خاطر ارائه دهندگان محتوا کنترل کاربران را از بین خواهد برد ، اظهار داشت که دومی باید "مطالب خود را به اشکال به راحتی در دسترس ارائه دهند یا در غیر این صورت به تشویق دزدی دریایی می پردازند."  برایان ویلمن ، مارکوس پینادو ، پل انگلیس ، و پیتر بیدل - چهار مهندس NGSCB - در اوایل توسعه NGSCB دریافتند که DRM در نهایت در تلاش های خود برای جلوگیری از دزدی دریایی ناکام می ماند.  در سال 2002 ، این گروه مقاله ای با عنوان "The Darknet and the Future of Content Distribution" منتشر کرد که در آن چگونگی بدون مکانی مکانیسم های حفاظت از محتوا بیان شده است.  فرضیه این مقاله در اواخر دهه 1990 در مایکروسافت منتشر شد و مناقشه ای در مایکروسافت ایجاد کرد. Biddle اظهار داشت که این شرکت به دلیل انتشار مقاله تقریباً کار خود را متوقف کرده است.  گزارشی در سال 2003 که توسط محققان دانشگاه هاروارد منتشر شد ، نشان می دهد که NGSCB و فناوری های مشابه می توانند توزیع ایمن مطالب دارای حق چاپ را در شبکه های همتا به همسالان تسهیل کنند.  
همه ارزیابی ها منفی نبودند. پاول توروت مورد تمجید NGSCB، بیان کرد و اظهار داشت که این "ابتکار محاسبات قابل اعتماد مایکروسافت به واقعیت رسیده است" و "این اساس سیستم های رایانه ای نسل بعدی را تشکیل می دهد."  Scott Bekker از مجله ردموند اظهار داشت که NGSCB به دلیل بحث و گفتگو اشتباه سوء تفاهم شده است و به نظر می رسد "دفاع امیدوارکننده ، کنترل شده توسط کاربر در برابر مزاحمت های حریم خصوصی و نقض امنیتی".  در فوریه 2004 ، In-Stat / MDR ، ناشر گزارش ریزپردازنده ، NGSCB را با جوایز بهترین فناوری خود اهدا کرد.  Malcom Crompton ، کمیسر حفظ حریم خصوصی استرالیا ، اظهار داشت که "NGSCB پتانسیل بالایی در افزایش حریم خصوصی دارد [. . . ] مایکروسافت تشخیص داده است که مسئله حریم خصوصی [...] همه ما باید با آنها کار کنیم ، به آنها شک و تردید می دهیم و از آنها می خواهیم که کار درست را انجام دهند. "  هنگامی که مایکروسافت در WinHEC 2004 اعلام کرد که NGSCB را مورد بازنگری قرار می دهد تا برنامه های قبلی مجدداً بازنویسی نشوند ، مارتین رینولدز از گارتنر این شرکت را بخاطر ایجاد نسخه "پیشرفته تر" NGSCB که ساده تر توسعه است ، ستایش کرد.  دیوید ویلسون ، با نویسندگی برای South China Morning Post ، با دفاع از NGSCB با بیان اینکه "حمله به آخرین هیولا مایکروسافت یک ورزش خونی بین‌المللی است" و حتی اگر مایکروسافت از فناوری جدیدی برخوردار بود که قادر به پایان دادن به گرسنگی جهان سوم و چاقی جهان اول بود ، می بیند دنیای دیجیتال هنوز هم آن را بیزار می کند زیرا آنها بیل گیتس را تجسم خاکستری از شیطان می دانند. "  مایکروسافت خاطرنشان کرد که واکنش منفی نسبت به NGSCB پس از وقایعی مانند کنفرانس فنی سالانه USENIX در سال 2003 به تدریج کاهش یافت ،  و چندین شرکت Fortune 500 نیز ابراز علاقه کردند.  

## آسیب پذیری
D. Boneh و D. Brumley در مقاله ای در سال 2003 اظهار داشتند که NGSCB در برابر حمله زمان بندی آسیب پذیر است. 